# Boterhammen in het park
Boterhammen in het park is sinds 1990 een gratis festivalreeks die jaarlijks plaatsvindt in de kiosk van het Warandepark, hartje Brussel, tussen het Parlement en het Koninklijk Paleis in de laatste week van de zomervakantie.
Het wordt georganiseerd door de AB en er treden Vlaamse en Nederlandstalige artiesten op.
Tussen 1998 en 2004 heette het Boterhammen in de stad. De optredens vonden toen plaats op het Spanjeplein nabij het Centraal Station.

## Programma
- 2007: onder anderen Zeker Weten, Bart Peeters, Thomas Lauwers, Eva De Roovere, Het Zesde Metaal, Fixkes, Axl Peleman, Miek en Roel, The Violent Husbands, Yevgueni.
- 2008: onder anderen Isabelle A, Lenny & De Wespen, Guido Belcanto, De Dolfijntjes (met Wim Opbrouck en Wim Willaert), Olla Vogala, Hannelore Bedert en Flip Kowlier.
- 2009: onder anderen Frank Vander linden (solo), Luc De Vos, Axl Peleman, Kommil Foo, Mira, Wigbert, Stampen en Dagen, De Bruyne Blauwgrasband (een bluegrassband rond Kris De Bruyne), Buurman, Tom Pintens.
- 2010: onder anderen Els De Schepper, Fixkes, Willem Vermandere, A La Rum, Kapitein Winokio, SAF, Kommil Foo, Raymond van het Groenewoud
- 2011: onder anderen Berlaen, Yevgueni, Buurman, Hannelore Bedert, Lucky Fonz III, Hans Mortelmans en Johan Verminnen. De optredens van Eva De Roovere en Axl Peleman werden afgelast wegens te slecht weer.
- 2012: Soetkin Collier (ex-Urban Trad), Polk (groep rond Yves Barbieux, ook ex-Urban Trad), Lieven Tavernier & White Velvet, De Held (Jo Jacobs), Tourist (Johannes Faes), Spinvis, Roosbeef, Het Zesde Metaal, Mira en Guido Belcanto.
- 2013: De Nieuwe Snaar, Lies Lefever, Hans Mortelmans & Groep, Roy Aernoudts, Wigbert, JackoBond, Berlaen, Jonas Winterland, Willem Vermandere, Nynke.